# 점암면
점암면(占岩面)은 대한민국 전라남도 고흥군의 면이다.

## 개요
점암면은 고흥군의 동북부에 위치한 지역으로 면적은 69 km2, 39개 마을의 순수 농어촌 마을로 형성되어 있다. 주소득원으로는 간척지 등 우량농지 1,100ha에서 생산되는 친환경 고품질 쌀과 특용작물인 딸기 4ha, 오이 등 시설원예 35ha와 팔영산 자락에서 생산되는 참다래, 하나봉은 우리 지역의 대표적인 농산물이며, 특히 천학리가 주산지인 마늘은 그 품질이 으뜸으로 건강 기능식품으로 각광 받고 있다.

## 하위 행정 구역
| 법정리 | 한자명 | 행정리                       | 비고 |
| ------ | ------ | ---------------------------- | ---- |
| 천학리 | 天鶴里 | 구천, 가학                   |      |
| 장남리 | 莊南里 | 장남, 시목, 옥천             |      |
| 강산리 | 江山里 | 곡강, 신흥, 오산             |      |
| 여호리 | 呂湖里 | 여호, 방내                   |      |
| 화계리 | 花溪里 | 화전, 예동, 신전, 당치       |      |
| 성기리 | 聖基里 | 성주, 두지, 평촌, 한산, 한동 |      |
| 모룡리 | 茅龍里 | 회룡, 용산, 회계, 모동       |      |
| 대룡리 | 大龒里 | 대춘, 오동, 용두             |      |
| 사정리 | 沙亭里 | 사동, 서정, 월송, 진교, 내동 |      |
| 연봉리 | 淵鳳里 | 봉남, 봉북, 연등             |      |
| 신안리 | 新安里 | 용강, 용정, 안치, 신촌, 상신 |      |
| 11개리 |        | 39행정리                     |      |

## 교육
- 점암초등학교 (모룡리)
  - 신안분교 (폐교) - 점암면 고흥로 2620-13 (신안리)
  - 화계분교 (폐교) - 점암면 화전2길 5 (화계리)
- 고흥점암중앙중학교 (모룡리)